# 국가시민연맹
국가시민연맹(영어: National Civic League, NCL)은 100명이 상의 교육자, 언론인, 비지니스 리더, 정책 만드는사람들이 미국 도시들의 미래를 토론하기 위해 필라델피아에서 만났을때, 1894년 창립되었다. 비영리기구이며, 창립되었을 당시 이름은 국가지자체연맹 (영어:National Municipal League)이었고 후에 국가시민연맹으로 개명되었다. 기구는 서로의 성공과 실패로부터 배울 수 있을 지방 개혁 그룹의 전국망을 창조함으로써 더 정직하고 효율적으로 시 정부를 만들 착수를 했다.

## 프로그램
- All-America City (전미국대표시)
- Community Services - 이 프로그램은 도움이 필요한 커뮤니티들에게 전문적으로 기술적인 보조를 제공한다.
- New Politics Program - 주 (州)와 지방 단계에서 혁신적인 정치적 개혁이 그 지방에 걸쳐 실행되도록 진척시켜준다.
- Federal-Community Partnerships Program - 2002년 여름, 청소년 윤리와 과실 방지를 위한 사법사무실의 부서에 의해 전국최초로 기금이 모아졌고, 안전한 출발 프로젝트로 일을 시작했다.
- NCL Press - 지방 통치와 행정개혁을 위한 수많은 매뉴얼을 출판한다.

## 출판
- Nationl Civic Review
- Model City Charter
- The Civic Index
- The Community Visioning and Strategic Planning Handbook